# سكوت براون (لاعب غولف)
سكوت براون (بالإنجليزية: Scott Brown)‏ هو لاعب غولف أمريكي، ولد في 22 مايو 1983 في أوغستا في الولايات المتحدة.

## وصلات خارجية
- سكوت براون على موقع رابطة لاعبي الغولف المحترفين (الإنجليزية)
- سكوت براون على موقع التصنيف العالمي الرسمي للغولف (الإنجليزية)